# Nelson (Nuevo Brunswick)
Nelson es una parroquia canadiense situada en la provincia de Nuevo Brunswick.

## Superficie
Nelson tiene una superficie de 353,68 km².

## Demografía
En 2021, tenía 929 habitantes, una densidad poblacional de 2,6 hab./km², y 433 viviendas.